# Palacete Sarraceno
O Palacete Sarraceno é um casarão histórico localizado na cidade do Recife, capital do estado brasileiro de Pernambuco. Abriga atualmente um colégio particular.

## História
O casarão de número 286 da Rua Benfica, no bairro da Madalena, foi construído por um moçárabe (como eram chamados os cristãos ibéricos que viviam em território muçulmano). É o único exemplar no estilo sarraceno no Recife. 
Em 1890, as pensões e hotéis de luxo começaram a ganhar destaque no Recife, e o palacete se tornou a Pensão Landy, administrada por uma alemã, a Baronesa Alma von Landy, um reduto de políticos. 
A pensão recebia os turistas que chegavam em barco pelo rio Capibaribe, contrapondo com os requintados hotéis que ficavam à outra margem do rio. Os estrangeiros residentes no Recife foram alguns dos primeiros a disponibilizar suas casas para o pouso de comerciantes, médicos e estudantes. A Pensão Landy era o local preferido pelos empresários e políticos dos municípios interioranos ou de outros estados assim como também das caravanas de esportistas que vinham disputar partidas amistosas com os clubes de futebol de Recife. Sua proprietária, Alma von Landy, também impressionava seus  hóspedes com sua figura comprida e avermelhada e um forte sotaque. Em 1909, a pensão tinha até propaganda em inglês mencionando a alta qualidade de suas refeições, móveis e banheiro de primeira qualidade e com gerência falando alemão, espanhol, francês, inglês, além do português.
Em 31 de março de 1920 ocorreu o assassinato do acadêmico João Novaes, pelo jardineiro da pensão, João Dias Cardoso.

## Arquitetura
Construído seguindo modelo de um castelo do islã,  que pode ser observado em seus vitrais coloridos nas portas azuis e nos detalhes da fachada, ornamentadas com flores, losangos e figuras humanas, ainda conservados. 